# Aimogasta
Aimogasta – miasto w Argentynie, w prowincji La Rioja, stolica departamentu Arauco.
Według danych szacunkowych na rok 2010 miejscowość liczyła 12 249 mieszkańców.